# Gayleen Aiken
Gayleen Aiken (* 25. März 1934 in Barre, Vermont; † 29. März 2005 ebenda) war eine US-amerikanische autodidaktisch ausgebildete Künstlerin der Art brut.

## Leben
Gayleen Aiken war das einzige Kind des Ehepaares Erwin W. und Vera Aiken. Sie verbrachte ihr ganzes Leben in ihrem Geburtsort Barre. Ihr Vater betrieb im Erdgeschoss des großen Bauernhauses der Familie ein Geschäft mit Sportartikeln und eine Musikalienhandlung, reparierte aber auch Radios und Uhren. Sie begann schon als kleines Kind zu malen und zu zeichnen. Bevor sie eingeschult wurde, hatte sie sich eine imaginäre Gruppe Spielkameraden erdacht, die sie die „Raimbilli-Cousins“ nannte und die seitdem in allen ihren Bildern auftauchten. Aus den Pappkartons der Außenbordmotoren, die ihr Vater verkaufte, fertigte sie im Alter von acht oder neun Jahren lebensgroße Ausschnitte von 24 „Cousins“ und „Cousinen“. Darunter befand sich auch die Figur der „Cousine Gawleen“, Aikens mutigeres und unangepasstes Alter Ego. In der Schule wurde sie von ihren Mitschülern gehänselt und schikaniert, so dass ihre Eltern sie ab der Mittelstufe nach der achten Klasse zu Hause unterrichteten.
Aiken war ihr ganzes Leben lang künstlerisch tätig, daneben spielte sie Mundharmonika, Xylophon, Schlagzeug, Klavier, Orgel und sang, weil sie Freude am Musizieren hatte, auch wenn sie nicht darauf achtete, im Takt zu sein oder ein musikalisch korrektes Rhythmusgefühl zu entwickeln. Seit ihren Teenagerjahren führte sie Tagebuch und hielt die Menschen, Gegenstände und Ereignisse in ihrem Leben fest. Nach dem Tod ihres Vaters in den frühen 1950er Jahren musste das von ihr geliebte alte Bauernhaus verkauft werden, und sie und ihre Mutter zogen in eine Wohnung. In ihren Zeichnungen hielt Aiken aber weiterhin die Abenteuer der „Raimbilli-Cousins“ im Bauernhaus fest. In den 1980er Jahren begann Aiken auch in Workshops zu malen, die von Grass Roots Art and Community Effort (GRACE) gesponsert wurden, einer gemeinnützigen Organisation, die das künstlerische Schaffen von Gemeindemitgliedern, einschließlich älterer Menschen und Patienten psychiatrischer Kliniken, unterstützt. Sie lebte mit ihren Katzen und ihrer seit den frühen 1980er Jahren kränkelnden Mutter, um die sie sich kümmerte, bis zu deren Tod im Jahr 1984 zusammen. Danach zog sie in eine kleine Souterrainwohnung in Barre, lebte von der Wohlfahrt und dem Verkauf ihrer Kunstwerke. 1987 wurde Aiken mit einem Stipendium des Vermont Council on the Arts gefördert. Aiken starb 2005 in ihrer Wohnung.

## Werk
Aikens Werk umfasst hunderte Gemälde, Zeichnungen, Schilder, ausgeschnittene Papp-Figuren, Listen, Sammelalben, 300 handgefertigte Hefte und Comics. Sie verwendete Aquarellfarben, Buntstifte, Bleistifte und Pastellstifte, um auf Karton und Papier zu malen und Collagen zu fertigen.
Ihre Themen umfassen Musik und Musikinstrumente, das große alte Bauernhaus, in dem sie aufwuchs, das Landleben, die Jahreszeiten in Vermont, Szenen aus der lokalen Granitindustrie, die Landschaft und ihre Familie (real und imaginär). Wandvertäfelungen, Tapeten, Stoffmuster und Inneneinrichtungen sind akribisch genau dargestellt. In der Hälfte der Bilder hat Aiken Musikinstrumente abgebildet, vor allem das Klavier, das in vielen Räumen des Hauses auf „fast magische Weise“ auftaucht. Diese Themen werden durch eine Reihe von Charakteren miteinander verbunden, die Mitglieder der imaginären Großfamilie „The Raimbilli-Cousins“. Diese 24 „ewigen Teenager“ existieren sowohl als eine Gruppe von lebensgroßen Pappfiguren, mit aufgemalten Gesichtern und Kleidung aus Stoff, als auch als Figuren in Zeichnungen, Gemälden und Comics. In ihren Zeichnungen hielt Aiken deren Abenteuer und Zusammenleben im Bauernhaus und der ländlichen Umgebung fest, manchmal malte sie sich selbst inmitten dieser fiktiven Familie. Die häusliche Szenen zeigen „jugendliche Ausgelassenheit und Bosheit“. „Die Cousins und Cousinen der Raimbilli sind niemals respektvoll, sondern reagieren auf Situationen stets mit überschwänglichem Ungehorsam und widersetzen sich den üblichen Beschränkungen, die dem Verhalten von Kindern auferlegt werden.“ Einige Bilder thematisieren reale Ereignisse aus Aikens Leben, wie etwa eine Signierstunde für ein Buch über ihre künstlerische Arbeit 1997 und 1998. Während die „Raimbilli-Cousins“ niemals älter werden, zeichnete Aiken sich selbst als fröhliche alte weißhaarige Frau im Rollstuhl sitzend. Im Gegensatz zu ihren Tagbildern scheinen ihre Nachtdarstellungen voller Vorahnungen und möglichen subtilen Bedrohungen. Sie kombinierte oft Texte und Bilder miteinander. Im unteren Bereich ihrer Bilder sparte sie eine Fläche für erklärenden Text und ihre Kommentare aus. Alle ihre Bilder enthalten beschreibende Titel und eine Zusammenfassung ihrer Biografie.
Der 1985 erschienene Dokumentarfilm Gayleen von Jay Craven beschreibt das Leben und die Kunstwerke von Aiken. 1997 wurde Moonlight and Music: The Enchanted World of Gayleen Aiken (Die verzauberte Welt von Gayleen Aiken) veröffentlicht, das zusammen mit der Schriftstellerin Rachel Klein entstand. Ihre Kunstwerke wurden in der New York Times, der Winterausgabe 2002 der Kunstzeitschrift Raw Vision, The Boston Globe, der Novemberausgabe 1992 des Smithsonian und Folk Art Magazine besprochen.

## Ausstellungen (Auswahl)
- 2020: Visionary New England. DeCordova Museum and Sculpture Park, Lincoln, Massachusetts[11]
- 2020: Gayleen Aiken: Interiors. Virtuelle Ausstellung, Galerie Fort Gansevoort, New York[7]
- 2019: Works on Paper: A Decade of Collecting. Bennington Museum, Bennington
- 2018: Magic and Mystery: Works by Gayleen Aiken and Duane Michals. Bennington Museum[12]
- 2016: The Curious Cousins of Vermont Outsider Artist Gayleen Aiken. Henry Sheldon Museum of Vermont History, Middlebury[2]
- 2013: Cousins, Quarries and a Nickelodeon. Luise Ross Gallery, New York City
- 2013: Outsider Art Fair, New York[13]
- 2013: More Like You Than Not. Bennington Museum
- 2011: Gayleen Aiken. Grass Roots Art and Community Effort, Hardwick, Vermont
- 2007: Our Yard in the Future: The Art of Gayleen Aiken. SUNDAY L.E.S. (jetzt Horton Gallery), New York City[6]
- 2006: Aqua Art Fair Miama Beach, Miami
- 2004: American Visionary Art Museum[4]
- 2002: Works by Gayleen Aiken. Vermont Granite Museum, Barre
- 2002: Works by Merrill Densmore and Gayleen Aiken. Cooper Union, New York City
- 1987: Einzelausstellung mit etwa 30 Bildern, Lincoln Center Gallery, New York City
- Fairbanks Museum
- Abby Aldrich Rockefeller Folk Art Museum
- KS Art, New York[6][14]

Aikens Werke sind in den ständigen Sammlungen des Smithsonian American Art Museum, des Abby Aldrich Rockefeller Folk Art Museum/Colonial Williamsburg, des American Folk Art Museum, des American Visionary Art Museum in Baltimore, des Bennington Museum, des Grass Roots Art and Community Effort in Hardwick und des Pennsylvania Academy of the Fine Arts Museum vertreten.

## Veröffentlichungen (Auswahl)
- Kristin G. Congdon, Kara Kelley Hallmark: American Folk Art. A Regional Reference. Band 2, ABC-CLIO 2012, ISBN 978-0-313-34936-2, S. 21–23
- Gerard C. Wertkin, Lee Kogan et al.: Encyclopedia of American folk art. Routledge, New York 2004, ISBN 978-0-4159-2986-8
- Gayleen Aiken und Rachel Klein: Moonlight and Music: The Enchanted World of Gayleen Aiken. Harry N. Abrams, New York, ISBN 978-0-810-94299-8